# David Joris

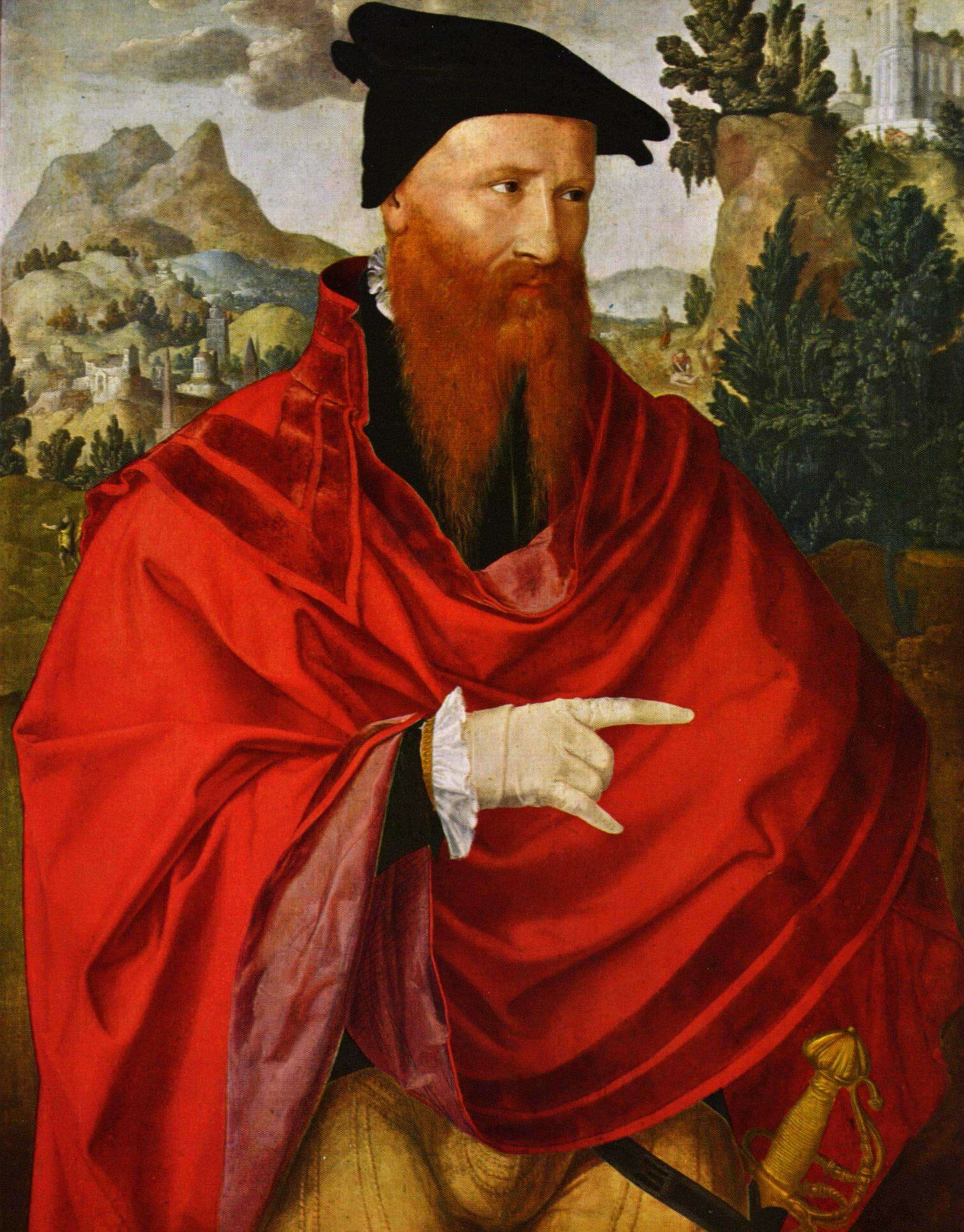
David Joris, målning av Jan van Scorel.

Johan David Joris eller Joriszoon, född omkring 1501, död 1556, var en nederländsk anabaptist.
David Joris företrädde en apokalyptisk och efter hand tygellös riktning, som de lugnare elementen bland anabaptisterna tog avstånd ifrån. Joris framställde sig själv som profet och Davids och Kristi jämlike. Hans anhängare kallades joriter eller davidister.